# Manuel Erotikos Komnenos

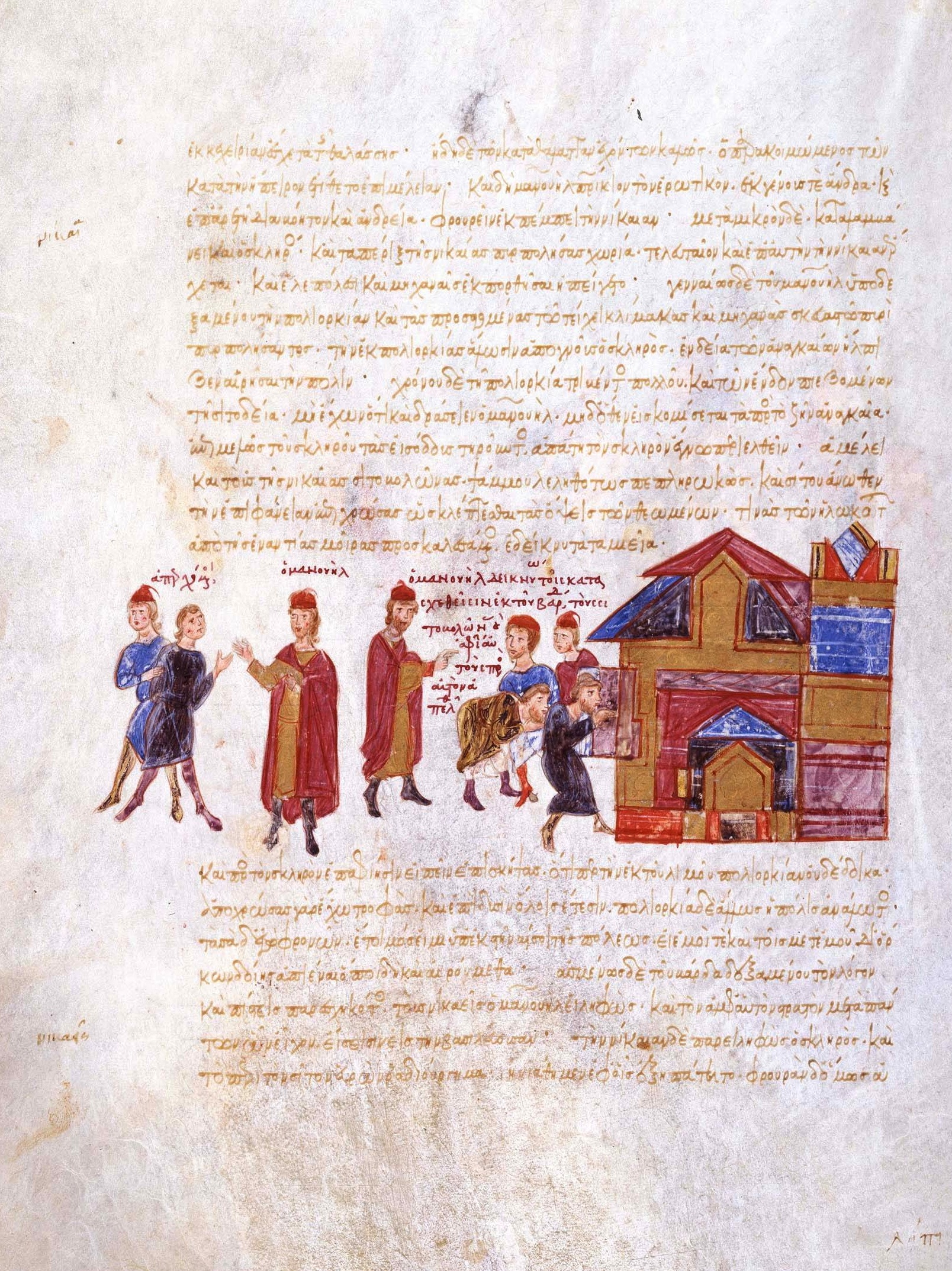
Manuel Erotikos Komnenos, Zeichnung von Skylitzes, Madrid.

Manuel Erotikos Komnenos (griechisch Μανουήλ Ἐρωτικός Κομνηνός, Manouēl Erōtikos Komnēnos; 955/960 – ~1020) war ein byzantinischer Heerführer unter Basileios II. und das erste Familienmitglied der Dynastie der Komnenen, dessen Lebenslauf bekannt ist. Seine Herkunft und Abstammung sind allerdings unbekannt. Er wird in den Quellen erstmals erwähnt als Führer der Verteidigung von Nicaea 978 gegen den Rebellen Bardas Skleros sowie als kaiserlicher Gesandter bei Skleros elf Jahre später. Im hohen Alter hatte er drei Kinder. Der älteste, Isaak, wurde Kaiser von 1057 bis 1059 und der jüngste, Joannis Komnenos (Ἰωάννης Κομνηνός), war als Vater von Alexios I. Komnenos der eigentliche Ahn der Komnenen-Dynastie.

## Leben
Über Manuels Jugend ist nichts bekannt. Aus dem Umstand, dass er 978 militärisch aktiv war und aus der Beobachtung, dass er bis 1015 Kinder bekam, kann man ein Geburtsdatum um 955/960 annehmen. Auch über die Eltern ist wenig bekannt: da Manuels eigener erstgeborener Sohn Isaac (Isaakios) benannt wurde, hält es der griechische Gelehrte Konstantinos Varzos für wahrscheinlich, dass sein Vater den gleichen Namen hatte, da es den griechischen Brauch gibt, den ältesten Sohn nach dem Großvater väterlicherseits zu benennen. Nach Varzos erhielt Manuel seinen Familiennamen „Komnenos“ von seinem Vater, während seine Mutter wohl eine Dame aus der Familie „Erotikos“ gewesen ist, möglicherweise verwandt mit dem Rebellen Theophilos Erotikos aus dem 11. Jahrhundert. Der Französische Historiker Jean-Claude Cheynet dagegen vermutet, dass Manuel aus der Familie Erotikos stammte und dass er der erste war, der den Familiennamen „Komnenos“ angenommen habe. Die meisten Historiker akzeptieren die Erklärung von Michael Psellos, dass die Familie aus dem Dorf „Komne“ in Thrakien stammte. Varzos vermutet auch, dass Manuel der Bruder des protospatharios Nikephoros Komnenos war, der bald nach 1021 als Gouverneur des mittelalterlichen Armenien in der Region Vaspurakan eingesetzt wurde. Dies ist möglich, aber eine Verwandtschaft kann nicht nachgewiesen werden.
Manuel wird erstmals 978 erwähnt, als er die Verteidigung von Nicaea gegen den Rebellengeneral Bardas Skleros anführte. Skleros hatte sich gegen Kaiser Basileios II. (reg. 976–1025) erhoben. Auch wenn seine Großenkelin, die Prinzessin Anna Komnena, in ihrer Alexiade behauptet, dass er zum strategos autokrator (αὐτοκράτωρ, Oberkommandanten) des Ostens ernannt worden sei und mit Vollmachten ausgestattet war, um mit der Revolte fertig zu werden, so ist es viel wahrscheinlicher, dass er nur ein lokaler Kommandant war. Manuel erhielt die Verteidigung der Stadt mit einigem Erfolg aufrecht, auch wenn die Belagerer einen der Türme untergraben und zum Einsturz bringen konnten, bis der Nahrungsmangel unerträglich wurde. An diesem Punkt konnte Manuel Skleros überlisten, indem er vorgab, dass er noch bergeweise Korn vorrätig habe und Anstalten machte, sich Skleros anzuschließen, woraufhin dieser ihm und den Einwohnern erlaubte, frei nach Konstantinopel abzuziehen. Manuel taucht wieder 989 auf, als er als Gesandter zu Skleros geschickt wird, der sich erneut gegen Basileios II. aufgelehnt hatte. Diesmal wurde Manuel entsandt, um ihn zur Übergabe zu überreden. Darin war er erfolgreich und der alternde Rebell beendete seine Revolte und stellte sich am 11. Oktober. Zu dieser Zeit wird Manuel mit den Titeln Patrikios, Anthypatos und Vestes genannt.
Erotikos hatte Landeigentum in der Region des heutigen Kastamonu in Paphlagonien, welches nach seinem Tod an seinen ältesten Sohn überging und welches im 11. Jahrhundert zu einem wichtigen Stützpunkt der Familie wurde. Manuel Erotikos Komnenos starb um 1020. Zu dieser Zeit waren seine Kinder noch sehr jung, weshalb er ihre Vormundschaft an Kaiser Basileios II. übertrug.

## Familie
Auch über seine Ehefrau ist nichts bekannt. Möglicherweise hieß sie Maria, wie zwei ihrer Enkelinnen, und sie starb möglicherweise um 1015. Aus der Ehe gingen zwei Söhne und eine Tochter hervor:
1. Isaak I. Komnenos (ca. 1007 – 1061), ⚭ Ekaterina von Bulgarien (Єкатерїна), die Tochter des letzten Zaren des Bulgarenreiches (ц︢рьство бл︢гарское, ts'rstvo bl'garskoe), und ein erfolgreicher General. Er wurde 1057 Kaiser als Anführer einer Kabale anatolischer Generäle, aber er verzichtete 1059 auf den Thron und zog sich in ein Kloster zurück.[8]
2. eine ungenannte Tochter (* ca. 1012), ⚭ Michael Dokeianos, (Μιχαήλ Δοκειανός, Catepan von Italia). Dieser wurde 1050 von den Petschenegen umgebracht.[9]
3. Johannes Komnenos (ca. 1015–12. Juli 1067), ⚭ Anna Dalassene. Er diente während der Regierungszeit seines Bruders als Domestikos ton Scholoon (δομέστικος τῶν σχολῶν, domestikos tōn scholōn). Mehrere seiner Kinder wurden ebenfalls wichtige militärische Führer. Sein dritter Sohn, Alexios I. Komnenos, wurde 1081 Kaiser und begründete die Komnenen-Dynastie.[4][10]